# The Parisian Tigress
Pour plus de détails, voir Fiche technique et Distribution.
The Parisian Tigress est un film américain réalisé par Herbert Blaché, sorti en 1919.

## Synopsis
Un vieil homme sur le point de mourir, confesse à un de ses amis son amour de jeunesse.

## Fiche technique
- Titre : The Parisian Tigress
- Réalisation : Herbert Blaché
- Scénario : Finis Fox, June Mathis et Albert Capellani
- Photographie : John Arnold
- Pays d'origine : États-Unis
- Format : Noir et blanc - 1,33:1 - Film muet
- Genre : drame
- Date de sortie : 1919

## Distribution
- Viola Dana : Jeanne
- Darrell Foss : Albert Chauroy
- Henry Kolker : Henri Dutray
- Edward Connelly : Comte de Suchet
- Clarissa Selwynne : Mlle de Suchet
- Paul Weigel : Comte de Suchet